# Rugby Europe International Championships 2019/20
Die Rugby Europe International Championships 2019/20 waren ein Rugby-Union-Wettbewerb für europäische Nationalmannschaften der zweiten und dritten Stärkeklasse, unterhalb der Six Nations. Es handelte sich um die 45. Ausgabe der Rugby-Union-Europameisterschaft
Beteiligt waren 32 Mannschaften, die in vier Divisionen eingeteilt waren. Sie spielten über ein Jahr einmal gegen jeden Gegner ihrer Gruppe. Die Rugby Europe Championship und Rugby Europe Trophy umfassten je sechs Mannschaften, die  Rugby Europe Conference 1 und 2 waren zusätzlich in eine Nord- und Südstaffel mit je fünf Mannschaften aufgeteilt. Den Europameistertitel gewann zum zwölften Mal Georgien.

## Auswirkungen der COVID-19-Pandemie
Am 12. März 2020 kündigte Rugby Europe infolge der COVID-19-Pandemie eine Aussetzung aller Spiele und Turniere bis zum 15. April 2020 an. Am 26. März beschloss Rugby Europe, die Aussetzung aller Spiele und Turniere auf unbestimmte Zeit zu verlängern. Am 8. April folgte der Beschluss des Vorstands von Rugby Europe, die Saison der Turniere Conference 1, von Conference 2 und Rugby Europe Development abzubrechen. In diesem Jahr gab es somit keinen Auf- oder Abstieg und die gleichen Gruppen wurden für die Saison 2020/21 beibehalten. Am 20. Oktober 2020 kündigte Rugby Europe aufgrund des Wiederauftretens der COVID-19-Pandemie in ganz Europa und der Beschränkungen der lokalen Behörden eine Aussetzung aller bis Ende November 2020 geplanten Spiele an.

## Modus
Das verwendete Punktesystem war in allen Divisionen wie folgt:
- 4 Punkte bei einem Sieg
- 2 Punkte bei einem Unentschieden
- 0 Punkte bei einer Niederlage
- 1 Bonuspunkt wenn eine Mannschaft in einem Spiel mindestens drei Versuche mehr erzielt als der Gegner
- 1 Bonuspunkt bei einer Niederlage mit sieben oder weniger Punkten Differenz

## Rugby Europe Championship
|    | Land     | Spiele | Siege | Unent. | Ndlg. | Spiel- punkte | Diff. | Bonus- punkte | Tabellen- punkte |
| -- | -------- | ------ | ----- | ------ | ----- | ------------- | ----- | ------------- | ---------------- |
| 1. | Georgien | 5      | 5     | 0      | 0     | 197:60        | + 137 | 4             | 24*              |
| 2. | Spanien  | 5      | 3     | 0      | 2     | 103:93        | + 10  | 1             | 13               |
| 3. | Rumänien | 5      | 2     | 0      | 3     | 101:102       | – 1   | 2             | 10               |
| 4. | Portugal | 5      | 2     | 0      | 3     | 98:111        | – 13  | 1             | 9                |
| 5. | Russland | 5      | 2     | 0      | 3     | 82:128        | – 46  | 0             | 8                |
| 6. | Belgien  | 5      | 1     | 0      | 4     | 84:171        | – 87  | 3             | 7                |

* Georgien erhielt einen zusätzlichen Grand-Slam-Bonuspunkt für Siege in allen fünf Spielen.
| 1. Februar 2020 14:00 MSK (UTC+3) | Russland                                                            | 12 : 31        | Spanien | Olympiastadion, Sotschi Zuschauer: 8237 Schiedsrichter: Andrea Piardi (Italien) |
| 1. Februar 2020 14:00 MSK (UTC+3) | Versuche: Gaissin (2) 4. erh., 73. n.erh. Erhöhungen: Gaissin (1/2) | (7:14) Bericht | Versuche: Sánchez 37. erh. Jorba 40. erh. del Hoyo 45. n.erh. Bradley Linklater 76. n.erh. Quercy 80. erh. Erhöhungen: Linklater (2/4) Rabago (1/1) | Olympiastadion, Sotschi Zuschauer: 8237 Schiedsrichter: Andrea Piardi (Italien) |

| 1. Februar 2020 15:00 WEZ (UTC+0) | Portugal                                                                                        | 23 : 17        | Belgien                                                                                                  | Estádio Universitário de Lisboa, Lissabon Zuschauer: 955 Schiedsrichter: Sam Grove-White (Schottland) |
| 1. Februar 2020 15:00 WEZ (UTC+0) | Versuche: Cardoso 13. erh. Vareta 33. erh. Erhöhungen: Antunes (2/2) Straftritte: Antunes (3/3) | (14:0) Bericht | Versuche: Strafversuch 43. De Molder 52. erh. Erhöhungen: Williams (1/1) Straftritte: Williams (1/1) 58. | Estádio Universitário de Lisboa, Lissabon Zuschauer: 955 Schiedsrichter: Sam Grove-White (Schottland) |

| 1. Februar 2020 18:00 GET (UTC+4) | Georgien | 41 : 13       | Rumänien                                                                              | Boris-Paitschadse-Dinamo-Arena, Tiflis Zuschauer: 20.000 Schiedsrichter: Tom Foley (England) |
| 1. Februar 2020 18:00 GET (UTC+4) | Versuche: Abschandadse 6. n.erh. Modebadse 45. n.erh. Gigaschwili 58. erh. Katscharawa (2) 64. erh., 74. erh. Tschkoidse 78. erh. Erhöhungen: Abschandadse (4/6) Straftritte: Abschandadse (1/1) 34. | (8:6) Bericht | Versuche: Vlaicu 49. erh. Erhöhungen: Vlaicu (1/1) Straftritte: Vlaicu (2/3) 11., 21. | Boris-Paitschadse-Dinamo-Arena, Tiflis Zuschauer: 20.000 Schiedsrichter: Tom Foley (England) |

| 8. Februar 2020 15:00 MEZ (UTC+1) | Belgien | 38 : 12         | Russland                                                               | Stade Fallon, Woluwe-Saint-Lambert Zuschauer: 2500 Schiedsrichter: Schota Tewzadse (Georgien) |
| 8. Februar 2020 15:00 MEZ (UTC+1) | Versuche: Dienst 36. erh. Jadot 45. erh. Berger 50. erh. Decouber 55. erh. Verschelden 69. erh. Erhöhungen: Williams (5/5) Straftritte: Williams (1/1) 28. | (10:12) Bericht | Versuche: Sosonow 19. n.erh. Jelgin 25. erh. Erhöhungen: Gaissin (1/2) | Stade Fallon, Woluwe-Saint-Lambert Zuschauer: 2500 Schiedsrichter: Schota Tewzadse (Georgien) |

| 8. Februar 2020 15:00 WEZ (UTC+0) | Portugal | 22 : 11        | Rumänien                                                          | Complexo Desportivo, Caldas da Rainha Zuschauer: 1500 Schiedsrichter: Ludovic Cayre (Frankreich) |
| 8. Februar 2020 15:00 WEZ (UTC+0) | Versuche: Antunes (2) 11. erh., 29. erh. Tadjer 51. n.erh. Erhöhungen: Antunes (2/3) Straftritte: Antunes (1/1) 38. | (17:6) Bericht | Versuche: Simionescu 64. n.erh. Straftritte: Vlaicu (2/3) 4., 10. | Complexo Desportivo, Caldas da Rainha Zuschauer: 1500 Schiedsrichter: Ludovic Cayre (Frankreich) |

| 9. Februar 2020 12:45 MEZ (UTC+1) | Spanien                                       | 10 : 23        | Georgien | Estadio Nacional Universidad Complutense, Madrid Zuschauer: 8000 Schiedsrichter: Craig Evans (Wales) |
| 9. Februar 2020 12:45 MEZ (UTC+1) | Versuche: Pinto 8. n.erh. del Hoyo 78. n.erh. | (5:23) Bericht | Versuche: Mamukaschwili (2) 3. erh., 37. n.erh. Tabuzadse 20. erh. Erhöhungen: Abschandadse (1/3) Straftritte: Abschandadse (2/2) 13., 23. | Estadio Nacional Universidad Complutense, Madrid Zuschauer: 8000 Schiedsrichter: Craig Evans (Wales) |

| 22. Februar 2020 15:00 OEZ (UTC+2) | Rumänien | 24 : 7        | Spanien                                              | Stadionul Municipal, Botoșani Zuschauer: 1500 Schiedsrichter: Nika Amaschukeli (Georgien) |
| 22. Februar 2020 15:00 OEZ (UTC+2) | Versuche: Melinte (2) 51. erh., 80. n.erh. Erhöhungen: Vlaicu (1/2) Straftritte: Vlaicu (4) 6., 34., 50., 75. | (6:0) Bericht | Versuche: Nueno 78. erh. Erhöhungen: Linklater (1/1) | Stadionul Municipal, Botoșani Zuschauer: 1500 Schiedsrichter: Nika Amaschukeli (Georgien) |

| 22. Februar 2020 15:00 GET (UTC+4) | Georgien | 78 : 6         | Belgien                           | Aia Arena, Kutaissi Zuschauer: 5000 Schiedsrichter: Cristian Șerban (Rumänien) |
| 22. Februar 2020 15:00 GET (UTC+4) | Versuche: Tabuzadse (4) 7. erh., 52. erh., 77. erh., 80. erh. Karkadse 14. erh. Matiaschwili 17. erh. Dsneladse (2) 26. n.erh., 69. erh. Strafversuch 39. n.erh. Begadse 43. erh. Gorgadse 56. erh. Tchilaischwili 63. erh. Erhöhungen: Abschandadse (9/11) | (33:6) Bericht | Straftritte: Vassart (2) 20., 39. | Aia Arena, Kutaissi Zuschauer: 5000 Schiedsrichter: Cristian Șerban (Rumänien) |

| 22. Februar 2020 16:00 OEZ (UTC+2) | Russland                                                                                         | 19 : 18        | Portugal                                                                                          | Kaliningrad-Stadion, Kaliningrad Zuschauer: 12.000 Schiedsrichter: Íñigo Atorrasagasti (Spanien) |
| 22. Februar 2020 16:00 OEZ (UTC+2) | Versuche: Ostrikow 4. erh. Erhöhungen: Gaissin (1/1) Straftritte: Gaissin (4) 23., 30., 35., 40. | (19:7) Bericht | Versuche: Appleton 34. erh. Erhöhungen: Antunes (1/1) Straftritte: Antunes (2) 51., 58. Pinto 69. | Kaliningrad-Stadion, Kaliningrad Zuschauer: 12.000 Schiedsrichter: Íñigo Atorrasagasti (Spanien) |

| 7. März 2020 15:00 MEZ (UTC+1) | Belgien | 23 : 30        | Spanien | Stade Fallon, Woluwe-Saint-Lambert Zuschauer: 3000 Schiedsrichter: Sean Gallagher (Irland) |
| 7. März 2020 15:00 MEZ (UTC+1) | Versuche: Verschelden 14. erh. Benoy 48. erh. Erhöhungen: Williams (2/2) Straftritte: Williams (2) 45., 55. | (7:13) Bericht | Versuche: Nieto 20. erh. Casteglioni (2) 57. n.erh.. 80. erh. del Hoyo 73. n.erh. Erhöhungen: Rabago (2/4) Straftritte: Rabago (2) 3., 17. | Stade Fallon, Woluwe-Saint-Lambert Zuschauer: 3000 Schiedsrichter: Sean Gallagher (Irland) |

| 7. März 2020 14:00 MSK (UTC+3) | Russland | 32 : 25         | Rumänien | Kuban-Stadion, Krasnodar Zuschauer: 3100 Schiedsrichter: Dan Jones (Wales) |
| 7. März 2020 14:00 MSK (UTC+3) | Versuche: Sykow 37. Magomedow 40. erh. Golosnizki 45. n.erh. Kuschnarjow 75. erh. Erhöhungen: Gaissin (2/3) Kuschnarjow (1/1) Straftritte: Gaissin (2) 12., 14. | (20:13) Bericht | Versuche: Maliepo 30. erh. Melinte 54. n.erh. Simionescu 80. erh. Erhöhungen: Vlaicu (2/3) Straftritte: Vlaicu (2) 8., 18. | Kuban-Stadion, Krasnodar Zuschauer: 3100 Schiedsrichter: Dan Jones (Wales) |

| 7. März 2020 16:00 MEZ (UTC+1) | Portugal | 24 : 39         | Georgien | Stade Jean-Bouin, Paris Zuschauer: 2000 Schiedsrichter: Ben Blain (Schottland) |
| 7. März 2020 16:00 MEZ (UTC+1) | Versuche: Cardoso 6. erh. Antunes 22. erh. João Belo 41. erh. Erhöhungen: Antunes (3/3) Straftritte: Antunes 64. | (14:17) Bericht | Versuche: Mamukaschwili 3. erh. Gorgadse 9. n.erh. Katscharawa 34. n.erh. Saghinadse 58. n.erh. Strafversuch 69. Tapladse 71. n.erh. Matiaschwili 75. n.erh. Erhöhungen: Matiaschwili (1/5) Todua (1/1) | Stade Jean-Bouin, Paris Zuschauer: 2000 Schiedsrichter: Ben Blain (Schottland) |

| 7. Februar 2020 | Rumänien   | 28 : 0 | Belgien |  |
| 7. Februar 2020 | (abgesagt) |        |         |  |

Auf Anordnung der Gesundheitsbehörden durfte die belgische Nationalmannschaft nicht nach Rumänien reisen und verlor deshalb das Spiel forfait.
| 7. Februar 2020 15:00 GET (UTC+4) | Georgien                                                                                                   | 16 : 7        | Russland                                             | Micheil-Meschi-Stadion, Tiflis Zuschauer: 0 Schiedsrichter: Paulo Duarte (Portugal) |
| 7. Februar 2020 15:00 GET (UTC+4) | Versuche: Lobschanidse 45. erh. Erhöhungen: Abschandadse (1/1) Straftritte: Abschandadse (3) 53., 66., 75. | (0:0) Bericht | Versuche: Fedotko 60. erh. Erhöhungen: Gaissin (1/1) | Micheil-Meschi-Stadion, Tiflis Zuschauer: 0 Schiedsrichter: Paulo Duarte (Portugal) |

| 7. Februar 2020 12:45 MEZ (UTC+1) | Spanien | 25 : 11       | Portugal                                                     | Estadio Nacional Universidad Complutense, Madrid Zuschauer: 0 Schiedsrichter: Chris Busby (Irland) |
| 7. Februar 2020 12:45 MEZ (UTC+1) | Versuche: Güemes 44. erh. Goia 48. erh. Gibouin 77. n.erh. Erhöhungen: Güemes (2/3) Straftritte: Güemes (2) 18., 35. | (6:5) Bericht | Versuche: Marta 31. n.erh. Straftritte: Antunes (2) 47., 62. | Estadio Nacional Universidad Complutense, Madrid Zuschauer: 0 Schiedsrichter: Chris Busby (Irland) |

## Rugby Europe Trophy
|    | Land        | Spiele | Siege | Unent. | Ndlg. | Spiel- punkte | Diff. | Bonus- punkte | Tabellen- punkte |
| -- | ----------- | ------ | ----- | ------ | ----- | ------------- | ----- | ------------- | ---------------- |
| 1. | Niederlande | 5      | 4     | 1      | 0     | 144:38        | + 106 | 3             | 21               |
| 2. | Schweiz     | 5      | 2     | 2      | 1     | 93:52         | + 41  | 2             | 14               |
| 3. | Ukraine     | 5      | 2     | 2      | 1     | 60:74         | – 14  | 2             | 14               |
| 4. | Deutschland | 5      | 1     | 2      | 2     | 62:85         | – 23  | 0             | 8                |
| 5. | Litauen     | 5      | 1     | 1      | 3     | 61:103        | – 42  | 1             | 7                |
| 6. | Polen       | 5      | 1     | 0      | 4     | 44:112        | – 68  | 1             | 5                |

| 26. Oktober 2019 16:00 OESZ (UTC+3) | Ukraine         | 27 : 10 | Litauen | Dynamo-Stadion, Charkiw Zuschauer: 500 Schiedsrichter: Federico Vedovelli (Italien) |
| 26. Oktober 2019 16:00 OESZ (UTC+3) | (15:10) Bericht |         |         | Dynamo-Stadion, Charkiw Zuschauer: 500 Schiedsrichter: Federico Vedovelli (Italien) |

| 2. November 2019 15:00 MEZ (UTC+1) | Polen          | 15 : 35 | Deutschland | Stadion Miejski, Łódź Zuschauer: 1500 Schiedsrichter: Schota Tewsadse (Georgien) |
| 2. November 2019 15:00 MEZ (UTC+1) | (8:25) Bericht |         |             | Stadion Miejski, Łódź Zuschauer: 1500 Schiedsrichter: Schota Tewsadse (Georgien) |

| 9. November 2019 14:55 MEZ (UTC+1) | Niederlande    | 64 : 8 | Ukraine | NRCA, Amsterdam Zuschauer: 1400 Schiedsrichter: Jonathan Dufort (Frankreich) |
| 9. November 2019 14:55 MEZ (UTC+1) | (24:8) Bericht |        |         | NRCA, Amsterdam Zuschauer: 1400 Schiedsrichter: Jonathan Dufort (Frankreich) |

| 16. November 2019 16:00 OEZ (UTC+2) | Litauen        | 9 : 40 | Schweiz | Šiaulių miesto savivaldybės stadionas, Šiauliai Zuschauer: 1000 Schiedsrichter: Ross Mabon (Schottland) |
| 16. November 2019 16:00 OEZ (UTC+2) | (9:19) Bericht |        |         | Šiaulių miesto savivaldybės stadionas, Šiauliai Zuschauer: 1000 Schiedsrichter: Ross Mabon (Schottland) |

| 23. November 2019 15:00 MEZ (UTC+1) | Schweiz        | 20 : 23 | Polen | Stade Municipal, Yverdon-les-Bains Zuschauer: 1500 Schiedsrichter: Robert O’Sullivan (Irland) |
| 23. November 2019 15:00 MEZ (UTC+1) | (13:6) Bericht |         |       | Stade Municipal, Yverdon-les-Bains Zuschauer: 1500 Schiedsrichter: Robert O’Sullivan (Irland) |

| 23. November 2019 15:00 MEZ (UTC+1) | Deutschland    | 7 : 37 | Niederlande | Fritz-Grunebaum-Sportpark, Heidelberg Zuschauer: 2731 Schiedsrichter: Íñigo Atorrasagasti (Spanien) |
| 23. November 2019 15:00 MEZ (UTC+1) | (7:10) Bericht |        |             | Fritz-Grunebaum-Sportpark, Heidelberg Zuschauer: 2731 Schiedsrichter: Íñigo Atorrasagasti (Spanien) |

| 29. Februar 2020 15:00 MEZ (UTC+1) | Deutschland     | 20 : 33 | Schweiz | Fritz-Grunebaum-Sportpark, Heidelberg Zuschauer: 850 Schiedsrichter: Saba Abulaschwili (Georgien) |
| 29. Februar 2020 15:00 MEZ (UTC+1) | (20:16) Bericht |         |         | Fritz-Grunebaum-Sportpark, Heidelberg Zuschauer: 850 Schiedsrichter: Saba Abulaschwili (Georgien) |

| 29. Februar 2020 15:00 MEZ (UTC+1) | Niederlande   | 7 : 6 | Polen | NRCA, Amsterdam Zuschauer: 2050 Schiedsrichter: Killian O’Brian (Deutschland) |
| 29. Februar 2020 15:00 MEZ (UTC+1) | (0:6) Bericht |       |       | NRCA, Amsterdam Zuschauer: 2050 Schiedsrichter: Killian O’Brian (Deutschland) |

| 7. März 2020 14:55 MEZ (UTC+1) | Niederlande     | 36 : 17 | Litauen | NRCA, Amsterdam Zuschauer: 2000 Schiedsrichter: João Costa (Portugal) |
| 7. März 2020 14:55 MEZ (UTC+1) | (17:17) Bericht |         |         | NRCA, Amsterdam Zuschauer: 2000 Schiedsrichter: João Costa (Portugal) |

Die übrigen sechs Spiele mussten pandemiebedingt abgesagt werden.

## Rugby Europe Conference

### Conference 1

#### Nord
|    | Land       | Spiele | Siege | Unent. | Ndlg. | Spiel- punkte | Diff. | Bonus- punkte | Tabellen- punkte |
| -- | ---------- | ------ | ----- | ------ | ----- | ------------- | ----- | ------------- | ---------------- |
| 1. | Tschechien | 2      | 2     | 0      | 0     | 100:7         | + 93  | 2             | 10               |
| 2. | Ungarn     | 2      | 1     | 0      | 1     | 38:77         | − 39  | 1             | 5                |
| 3. | Luxemburg  | 2      | 1     | 0      | 1     | 20:36         | − 16  | 0             | 4                |
| 4. | Schweden   | 2      | 1     | 0      | 1     | 26:35         | − 9   | 0             | 4                |
| 5. | Lettland   | 2      | 0     | 0      | 2     | 35:64         | − 29  | 1             | 1                |

| 21. September 2019 14:30 MESZ (UTC+2) | Tschechien     | 64 : 0 | Ungarn | Stadion ragby Císařka, Prag Zuschauer: 1000 Schiedsrichter: Killian O’Brian (Deutschland) |
| 21. September 2019 14:30 MESZ (UTC+2) | (31:0) Bericht |        |        | Stadion ragby Císařka, Prag Zuschauer: 1000 Schiedsrichter: Killian O’Brian (Deutschland) |

| 12. Oktober 2019 15:00 MESZ (UTC+2) | Ungarn         | 38 : 13 | Lettland | Kincsem Park, Budapest Zuschauer: 1000 Schiedsrichter: Gert Visser (Niederlande) |
| 12. Oktober 2019 15:00 MESZ (UTC+2) | (18:3) Bericht |         |          | Kincsem Park, Budapest Zuschauer: 1000 Schiedsrichter: Gert Visser (Niederlande) |

| 19. Oktober 2019 15:00 MESZ (UTC+2) | Luxemburg      | 7 : 36 | Tschechien | Josy-Barthel-Stadion, Luxemburg Zuschauer: 700 Schiedsrichter: John Catteau (Belgien) |
| 19. Oktober 2019 15:00 MESZ (UTC+2) | (0:24) Bericht |        |            | Josy-Barthel-Stadion, Luxemburg Zuschauer: 700 Schiedsrichter: John Catteau (Belgien) |

| 26. Oktober 2019 16:00 OESZ (UTC+3) | Lettland       | 22 : 26 | Schweden | Slokas-Stadion, Jūrmala Zuschauer: 350 Schiedsrichter: Alexandru Ionescu (Rumänien) |
| 26. Oktober 2019 16:00 OESZ (UTC+3) | (8:18) Bericht |         |          | Slokas-Stadion, Jūrmala Zuschauer: 350 Schiedsrichter: Alexandru Ionescu (Rumänien) |

| 2. November 2019 15:00 MEZ (UTC+1) | Schweden      | 0 : 13 | Luxemburg | Malmö Stadion, Malmö Zuschauer: 200 Schiedsrichter: Artur Kaptjuch (Russland) |
| 2. November 2019 15:00 MEZ (UTC+1) | (0:3) Bericht |        |           | Malmö Stadion, Malmö Zuschauer: 200 Schiedsrichter: Artur Kaptjuch (Russland) |

Die übrigen fünf Spiele mussten pandemiebedingt abgesagt werden.

#### Süd
|    | Land      | Spiele | Siege | Unent. | Ndlg. | Spiel- punkte | Diff. | Bonus- punkte | Tabellen- punkte |
| -- | --------- | ------ | ----- | ------ | ----- | ------------- | ----- | ------------- | ---------------- |
| 1. | Kroatien  | 2      | 2     | 0      | 0     | 64:30         | + 34  | 1             | 9                |
| 2. | Malta     | 2      | 1     | 0      | 1     | 58:32         | + 26  | 2             | 6                |
| 3. | Zypern    | 2      | 1     | 0      | 1     | 38:41         | − 3   | 1             | 5                |
| 4. | Slowenien | 2      | 0     | 1      | 1     | 42:70         | − 28  | 0             | 2                |
| 5. | Israel    | 2      | 0     | 1      | 1     | 38:67         | − 29  | 0             | 2                |

| 12. Oktober 2019 15:00 MESZ (UTC+2) | Kroatien       | 39 : 10 | Israel | Stadion NŠC Stjepan Spajić, Zagreb Zuschauer: 300 Schiedsrichter: Mike English (Wales) |
| 12. Oktober 2019 15:00 MESZ (UTC+2) | (22:3) Bericht |         |        | Stadion NŠC Stjepan Spajić, Zagreb Zuschauer: 300 Schiedsrichter: Mike English (Wales) |

| 19. Oktober 2019 16:00 OESZ (UTC+3) | Zypern         | 20 : 25 | Kroatien | Pafiako-Stadion, Paphos Zuschauer: 500 Schiedsrichter: Matej Razga (Tschechien) |
| 19. Oktober 2019 16:00 OESZ (UTC+3) | (6:13) Bericht |         |          | Pafiako-Stadion, Paphos Zuschauer: 500 Schiedsrichter: Matej Razga (Tschechien) |

| 19. Oktober 2019 15:00 MESZ (UTC+2) | Slowenien      | 28 : 28 | Israel | Stadion Oval, Ljubljana Zuschauer: 250 Schiedsrichter: Anthony Lac (Monaco) |
| 19. Oktober 2019 15:00 MESZ (UTC+2) | (8:18) Bericht |         |        | Stadion Oval, Ljubljana Zuschauer: 250 Schiedsrichter: Anthony Lac (Monaco) |

| 9. November 2019 15:00 MEZ (UTC+1) | Slowenien      | 14 : 42 | Malta | Stadion Oval, Ljubljana Zuschauer: 150 Schiedsrichter: Alexei Lebedew (Russland) |
| 9. November 2019 15:00 MEZ (UTC+1) | (7:28) Bericht |         |       | Stadion Oval, Ljubljana Zuschauer: 150 Schiedsrichter: Alexei Lebedew (Russland) |

| 23. November 2019 13:55 MEZ (UTC+1) | Malta           | 16 : 18 | Zypern | Hibernians Football Ground, Paola Zuschauer: 2000 Schiedsrichter: Ethan Glass (Schweiz) |
| 23. November 2019 13:55 MEZ (UTC+1) | (10:13) Bericht |         |        | Hibernians Football Ground, Paola Zuschauer: 2000 Schiedsrichter: Ethan Glass (Schweiz) |

Die übrigen fünf Spiele mussten pandemiebedingt abgesagt werden.

### Conference 2

#### Nord
|    | Land       | Spiele | Siege | Unent. | Ndlg. | Spiel- punkte | Diff. | Bonus- punkte | Tabellen- punkte |
| -- | ---------- | ------ | ----- | ------ | ----- | ------------- | ----- | ------------- | ---------------- |
| 1. | Dänemark   | 2      | 2     | 0      | 0     | 66:3          | + 63  | 2             | 10               |
| 2. | Moldau     | 2      | 1     | 0      | 1     | 64:32         | + 32  | 2             | 6                |
| 3. | Österreich | 2      | 1     | 0      | 1     | 50:58         | – 8   | 1             | 5                |
| 4. | Finnland   | 2      | 1     | 0      | 1     | 20:37         | – 17  | 0             | 4                |
| 5. | Norwegen   | 2      | 0     | 0      | 2     | 12:82         | – 70  | 0             | 0                |

| 12. Oktober 2019 13:55 MESZ (UTC+2) | Norwegen       | 3 : 44 | Dänemark | Lade idrettsanlegg, Trondheim Zuschauer: 200 Schiedsrichter: Benjamin Loader (Österreich) |
| 12. Oktober 2019 13:55 MESZ (UTC+2) | (3:27) Bericht |        |          | Lade idrettsanlegg, Trondheim Zuschauer: 200 Schiedsrichter: Benjamin Loader (Österreich) |

| 12. Oktober 2019 15:00 OESZ (UTC+3) | Finnland       | 20 : 15 | Moldau | Myllypuro-Sportpark, Helsinki Zuschauer: 100 Schiedsrichter: Mike Hawkins (Dänemark) |
| 12. Oktober 2019 15:00 OESZ (UTC+3) | (17:8) Bericht |         |        | Myllypuro-Sportpark, Helsinki Zuschauer: 100 Schiedsrichter: Mike Hawkins (Dänemark) |

| 26. Oktober 2019 15:00 MESZ (UTC+2) | Dänemark       | 22 : 0 | Finnland | Odense Atletikstadion, Odense Zuschauer: 500 Schiedsrichter: Vaidotas Girdvainis (Litauen) |
| 26. Oktober 2019 15:00 MESZ (UTC+2) | (12:0) Bericht |        |          | Odense Atletikstadion, Odense Zuschauer: 500 Schiedsrichter: Vaidotas Girdvainis (Litauen) |

| 2. November 2019 16:00 MEZ (UTC+1) | Österreich     | 38 : 9 | Norwegen | Wiener Sport-Club Platz, Wien Schiedsrichter: Ariel Cabral (Israel) |
| 2. November 2019 16:00 MEZ (UTC+1) | (20:8) Bericht |        |          | Wiener Sport-Club Platz, Wien Schiedsrichter: Ariel Cabral (Israel) |

| 16. November 2019 16:00 OEZ (UTC+2) | Moldau         | 49 : 12 | Österreich | Stadionul Central, Criuleni Zuschauer: 250 Schiedsrichter: Rami Aro (Schweden) |
| 16. November 2019 16:00 OEZ (UTC+2) | (28:5) Bericht |         |            | Stadionul Central, Criuleni Zuschauer: 250 Schiedsrichter: Rami Aro (Schweden) |

Die übrigen fünf Spiele mussten pandemiebedingt abgesagt werden. 

#### Süd
|    | Land                    | Spiele | Siege | Unent. | Ndlg. | Spiel- punkte | Diff. | Bonus- punkte | Tabellen- punkte |
| -- | ----------------------- | ------ | ----- | ------ | ----- | ------------- | ----- | ------------- | ---------------- |
| 1. | Bulgarien               | 2      | 2     | 0      | 0     | 122:10        | + 112 | 2             | 10               |
| 2. | Türkei                  | 2      | 1     | 0      | 1     | 51:42         | + 9   | 1             | 5                |
| 3. | Andorra                 | 2      | 1     | 0      | 1     | 57:46         | + 11  | 1             | 5                |
| 4. | Serbien                 | 2      | 1     | 0      | 1     | 37:86         | – 49  | 0             | 4                |
| 5. | Bosnien und Herzegowina | 2      | 0     | 0      | 2     | 13:96         | – 83  | 0             | 0                |

| 12. Oktober 2019 14:00 TRT (UTC+3) | Türkei         | 36 : 12 | Andorra | Kızılcahamam İlçe Stadyumu, Ankara Zuschauer: 200 Schiedsrichter: Dejan Štiglić (Serbien) |
| 12. Oktober 2019 14:00 TRT (UTC+3) | (21:5) Bericht |         |         | Kızılcahamam İlçe Stadyumu, Ankara Zuschauer: 200 Schiedsrichter: Dejan Štiglić (Serbien) |

| 12. Oktober 2019 15:00 MESZ (UTC+2) | Bulgarien      | 71 : 7 | Serbien | Nationale Sportakademie „Wasil Lewski“, Sofia Zuschauer: 500 Schiedsrichter: Walerij Maksiuk (Ukraine) |
| 12. Oktober 2019 15:00 MESZ (UTC+2) | (31:0) Bericht |        |         | Nationale Sportakademie „Wasil Lewski“, Sofia Zuschauer: 500 Schiedsrichter: Walerij Maksiuk (Ukraine) |

| 19. Oktober 2019 13:55 MESZ (UTC+2) | Serbien         | 30 : 15 | Türkei | Stadion Kralj Petar Prvi, Belgrad Zuschauer: 215 Schiedsrichter: Magyar Rögbi Szövetség (Ungarn) |
| 19. Oktober 2019 13:55 MESZ (UTC+2) | (13:10) Bericht |         |        | Stadion Kralj Petar Prvi, Belgrad Zuschauer: 215 Schiedsrichter: Magyar Rögbi Szövetség (Ungarn) |

| 26. Oktober 2019 13:55 MESZ (UTC+2) | Bosnien und Herzegowina | 3 : 51 | Bulgarien | Kamberovića Polje, Zenica Zuschauer: 200 Schiedsrichter: Hrvoje Bartolić (Kroatien) |
| 26. Oktober 2019 13:55 MESZ (UTC+2) | (3:20) Bericht          |        |           | Kamberovića Polje, Zenica Zuschauer: 200 Schiedsrichter: Hrvoje Bartolić (Kroatien) |

| 9. November 2019 16:55 MEZ (UTC+1) | Andorra        | 45 : 10 | Bosnien und Herzegowina | Estadi Nacional, Andorra la Vella Zuschauer: 400 Schiedsrichter: Lionel da Silva (Malta) |
| 9. November 2019 16:55 MEZ (UTC+1) | (19:3) Bericht |         |                         | Estadi Nacional, Andorra la Vella Zuschauer: 400 Schiedsrichter: Lionel da Silva (Malta) |

Die übrigen fünf Spiele mussten pandemiebedingt abgesagt werden. 

## Rugby Europe Development
Sämtliche Spiele mussten wegen der Pandemie abgesagt werden.

## Relegationsspiel
Championship/Trophy
| 29. Mai 2021 14:00 MESZ (UTC+2) | Belgien        | 21 : 23 | Niederlande | Stade du Pachy, Waterloo Zuschauer: 0 Schiedsrichter: Andrea Piardi (Italien) |
| 29. Mai 2021 14:00 MESZ (UTC+2) | (0:10) Bericht |         |             | Stade du Pachy, Waterloo Zuschauer: 0 Schiedsrichter: Andrea Piardi (Italien) |